# Petre Orbescu
Petre Orbescu (1826-1906) a fost un politician din secolul al XIX-lea, ministru lucrărilor publice și de justiție în guvernul Mihail Kogălniceanu, după Mica Unire, dar după unirea administrativă a Principatelor Române, în intervalul 11 octombrie 1863 - 26 ianuarie 1865.

## Scrieri
- Începutul vieții mele politice. Bucuresci (Imprimeria și Librăria Scoalelor, C. Sfetea), 1906.[1]